# Santo Stefano del Sole
Santo Stefano del Sole är en ort och kommun i provinsen Avellino i regionen Kampanien i Italien. Kommunen hade 2 169 invånare (2017).